# Nörder-Tennustjärnen
Nörder-Tennustjärnen är en sjö i Älvdalens kommun i Dalarna och ingår i Dalälvens huvudavrinningsområde.